# Lipova
Lipova (del húngaro: Lippa) es una ciudad con estatus de oraș de Rumania en el distrito de Arad.

## Geografía
Se encuentra a una altitud de 128 m s. n. m. a 519 km de la capital, Bucarest.

## Demografía
Según estimación 2012 contaba con una población de 11 542 habitantes.
| 1948  | 1956   | 1966   | 1977   | 1992   | 2002   | 2012   |
| 6 556 | 10 064 | 11 705 | 11 863 | 12 059 | 11 236 | 11 542 |